# Guerreros de Oaxaca
Les Guerreros de Oaxaca sont un club mexicain de baseball de la Ligue mexicaine de baseball située à Oaxaca de Juárez. Les Guerreros qui comptent un titre de champions, évoluent à domicile à l'Estadio Eduardo Vasconcelos, enceinte de 7200 places.

## Palmarès
- Champion de la Ligue mexicaine de baseball (1) : 1998.